# Hedwig Rosenbaumová
Hedwig Rosenbaumová, rozená jménem Austerlitzová, později Raabe-Jenkinsová (3. července 1864 Praha – 31. července 1939 Praha), byla česká německojazyčná sportovkyně židovského původu. Na Letních olympijských hrách 1900 získala v tenise dvě bronzové medaile, a stala se tak první českou olympijskou medailistkou. Její bratr Robert M. Austerlitz byl sportovec, novinář a výtvarník.

## Život
Narodila se v Praze v rodině židovského obchodníka Mosese Austerlitze (1833–1918) a jeho manželky Ludwigy (též zapsána jako Luise), rozené Hockové (1841–?).
Dne 28. března 1886 se v Praze provdala za Siegfrieda Rosenbauma (1860–1925), advokátního koncipienta a nadšence do sportu, jednoho z prvních sportovních novinářů v Rakousku-Uhersku. V prosinci 1905 společně vstoupili do římskokatolické církve a nechali se v pražském kostele svatého Jindřicha a svaté Kunhuty pokřtít. Roku 1909 si změnili příjmení na Raabe-Jenkins.
Jako tenisová hráčka byla členkou pražského Lawn-Tennis Clubu, kde hrála smíšenou čtyřhru v páru s mistrem Rakouska, Angličanem T. H. Nashem. Zúčastnila se Letních olympijských her 1900 v Paříži, kde získala v tenisu dvě bronzové medaile: jednu v ženské dvouhře (ačkoliv odehrála jediný zápas, který prohrála), druhou ve smíšené čtyřhře spolu s britským tenistou Archibaldem Wardenem. V zápise uvedla jako zemi původu Prahu (sic) a her se účastnila nezávisle na Českém olympijském výboru. Byla první českou olympijskou sportovkyní a svými úspěchy se stala také první olympijskou medailistkou z českých zemí.
Věnovala se překladu z angličtiny do němčiny: v roce 1905 přeložila se svým manželem tenisovou příručku, patrně přeložila pro noviny i román. Sama publikovala v berlínském časopisu sportovní povídku. Za první světové války se věnovala dobročinnosti. Zemřela v Praze v roce 1939.